# Episodi di Poirot (decima stagione)
La decima stagione di Poirot è composta da 4 episodi della durata di 94 minuti.
| nº | Titolo originale              | Titolo italiano              | Prima TV Inghilterra | Prima TV Italia  |
| -- | ----------------------------- | ---------------------------- | -------------------- | ---------------- |
| 1  | The Mystery of the Blue Train | Il mistero del treno azzurro | 11 dicembre 2005     | 22 dicembre 2007 |
| 2  | Cards on the Table            | Carte in tavola              | 11 dicembre 2005     | 15 dicembre 2007 |
| 3  | After the Funeral             | Dopo le esequie              | 26 marzo 2006        | 8 dicembre 2007  |
| 4  | Taken at the Flood            | Alla deriva                  | 2 aprile 2006        | 2007             |

## Il mistero del treno azzurro
- Titolo originale: The Mystery of the Blue Train
- Diretto da: Hettie Macdonald

### Trama
Dopo aver viaggiato sul treno azzurro da Calais a Nizza, Hercule Poirot viene spinto in servizio per risolvere l'omicidio dell'ereditiera Ruth Kettering, la figlia del ricco industriale Rufus Van Alden, che è stata trovata selvaggiamente picchiata nel suo compartimento. La donna era fortemente intenzionata a chiedere il divorzio e sia suo marito che il suo amante erano a bordo del treno, ma avendo scambiato la stanza con un'altra passeggera, Katherine Grey, è dubbio che fosse la vittima designata. Anche Grey avrebbe potuto avere dei nemici a causa dell'eredità di cui era recentemente entrata in possesso e degli avidi parenti che all'improvviso si sono interessati a lei. Poirot deve setacciare gli indizi per determinare il movente e l'identità dell'assassino.
- Romanzo originale: Il mistero del treno azzurro

## Carte in tavola
- Titolo originale: Cards on the Table
- Diretto da: Sarah Harding

### Trama
Hercule Poirot si trova a dover investigare sull'assassinio di uno stravagante e raffinato mediorientale che l'ha invitato a cena, il signor Shaitana, che è stato pugnalato al cuore mentre i suoi ospiti giocavano a bridge dopo il pasto. Ci sono otto ospiti e Poirot si trova in compagnia di altri tre investigatori. Il quartetto interroga a turno ognuno degli ospiti, ma fa pochi progressi fino a quando Poirot riesce a ricostruire le varie mani di bridge giocate al tavolo dei sospettati. Nel fare questo, ha la possibilità di scoprire un'azione particolare che lo conduce all'identità dell'assassino.
- Romanzo originale: Carte in tavola

## Dopo le esequie
- Titolo originale: After the Funeral
- Diretto da: Maurice Phillips

### Trama
Un suo amico, il notaio Gilbert Entwhistle, chiede a Poirot di aiutarlo a risolvere un indovinello e un omicidio. L'indovinello ha a che fare con il testamento di Richard Abernethie. Sembra che lo abbia cambiato immediatamente prima della sua morte, distribuendo equamente la sua ricchezza ai membri della famiglia con l'esclusione di George Abernethie che, in un precedente testamento, era il solo beneficiario. I due avevano litigato recentemente, ma Entwhistle sospetta che il nuovo testamento sia un falso. Per quanto concerne l'omicidio, vorrebbe che Poirot investigasse sulla morte di Cora Gallaccio, picchiata a morte il giorno dopo il funerale di Richard. Anche lei avrebbe ereditato dal sospetto testamento, c'è quindi una spiegazione semplice o le due morti e il testamento fanno parte di un piano più complesso?
- Romanzo originale: Dopo le esequie

## Alla deriva
- Titolo originale: Taken at the Flood
- Diretto da: Andy Wilson

### Trama
Hercule Poirot si trova a dover risolvere il mistero della famiglia Cloade. Rosaleen è la giovane vedova di Gordon Cloade che è stato ucciso in un'esplosione di gas nella sua casa londinese. Rosaleen ha ereditato la sostanziosa fortuna del suo defunto marito e insieme al fratello David Hunter si rifiutano di dividerla con gli altri membri della famiglia di Gordon Cloade. Insistenti pettegolezzi vogliono che il primo marito di Rosaleen, un intrepido esploratore, sia ancora vivo e questo annullerebbe il suo matrimonio con Gordon. Quello che scopre Poirot però è un inganno ancora più grande che altererà la percezione della realtà di tutti.
- Romanzo originale: Alla deriva